# 接吻 (1929年の映画)
『接吻』（せっぷん、原題・英語: The Kiss）は、1929年に製作・公開されたアメリカ合衆国の映画である。

## 概要
ジャック・フェデーが監督、グレタ・ガルボとコンラッド・ネイゲルが主演した。
本作品はサウンド版として製作されたが、ガルボにとって、またメトロ・ゴールドウィン・メイヤー（MGM）最後のセリフなし作品となった。

## キャスト
- イレーヌ・ギャリー：グレタ・ガルボ
- アンドレ：コンラッド・ネイゲル
- シャルル（イレーヌの夫）：アンダース・ランドルフ
- ピエール：リュー・エアーズ

## スタッフ
- 監督：ジャック・フェデー
- 製作：アーヴィング・タルバーグ、アルバート・リューイン（ノンクレジット）
- 原案：ジョージ・M・サヴィル
- 脚色：ハンス・クレイリー
- 音楽：ウィリアム・アクスト
- 撮影：ウィリアム・H・ダニエルズ
- 編集：ベン・ルイス
- 美術：セドリック・ギボンズ
- 衣裳：エイドリアン